# Charles Lherminier
Pour les articles homonymes, voir Lherminier.
Charles Lherminier est un homme politique français né le 22 juillet 1818 à Alençon (Orne) et décédé le 13 décembre 1896 dans la même ville.
Avocat à Alençon, il est sous commissaire du gouvernement provisoire de 1848. Opposant à l'Empire, il est représentant de l'Orne de 1871 à 1876, siégeant au groupe de l'Union républicaine. Candidat républicain radical en 1876, 1877 et 1885, il est largement battu à chaque fois. 

## Sources
- « Charles Lherminier », dans Adolphe Robert et Gaston Cougny, Dictionnaire des parlementaires français, Edgar Bourloton, 1889-1891 [détail de l’édition]

- Base Sycomore